# Pietro Antonio Stefani

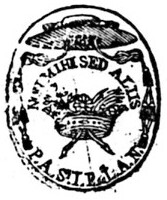
Sigillo notarile con lo stemma di protonotario apostolico di mons. don Pietro Antonio Stefani. Reca il suo moto latino: "Non a me ma agli altri".

Pietro Antonio Stefani (Magasa, 30 aprile 1733 – Magasa, 18 aprile 1808) è stato un presbitero e scrittore italiano.

## Biografia
Monsignor Pietro Antonio Stefani nacque a Magasa il 30 aprile 1733. Studiò presso il seminario di santa Giustina dell'Istituto Lodron di Salò ove fu anche per molti anni insegnante esperto nella “scienza delle lettere”. Fu ordinato sacerdote nell'arcidiocesi di Trento.
Il 6 maggio del 1764 fu onorato del titolo di protonotario apostolico della Santa Sede Apostolica di Roma. L'atto notarile reca la firma del principe romano Filippo Sforza.
Dal 1771 al 1808, a seguito dell'autorizzazione imperiale austriaca, ecclesiastica dell'arcidiocesi di Trento e della contea di Lodrone,  esercitò a Magasa e in Val Vestino anche la professione di notaio.
Il 18 maggio del 1785 stilò gli statuti del Comune di Magasa e ricoprì anche la carica di notaio dei "Consigli Generali" dei sei comuni della Valvestino che si riunivano a Turano. Alcuni dei suoi atti notarili sono oggi conservati presso l'Archivio di Stato di Trento.
Ritiratosi a riposo a Magasa beneficò i poveri della Val Vestino e vi morì il 18 aprile 1808. Fu sepolto il 19 all'interno della chiesa di sant'Antonio abate, nel sepolcro riservato ai sacerdoti, da don Domenico Pace (1747-1830) con altri cinque sacerdoti concelebranti.

Stemma da protonotario apostolico

## Scritti
- Componimenti poetici per la partenza di Sua Eccellenza Marco Badoer Provveditore di Salò e Capitanio della Riviera. Fu composta nel 1762 e pubblicata da Jacopo Ragnoli per l'Accademia dei “Pescatori Benacensi”, ex Accademia degli Unanimi, oggi Ateneo di Salò.

## Bibliografia

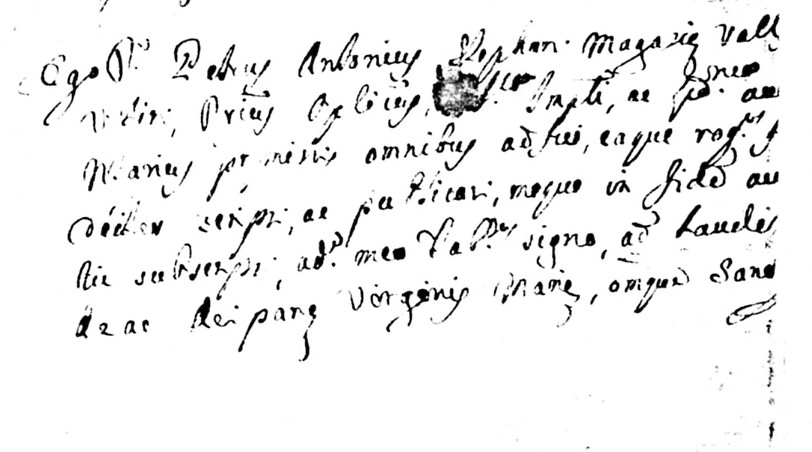
Autentica di un rogito del notaio Pietro Antonio Stefani